# Castlereagh College
Il Castlereagh College era un istituto di istruzione superiore nella zona est di Belfast. Nel 2007, si è fuso con il Belfast Institute of Further and Higher Education per formare parte del Belfast Metropolitan College. Il sito ospita 6 edifici in totale con aule per diverse discipline.